# 1881 en football
Cet article présente les faits marquants de l'année 1881 en football.

## Clubs fondés en 1881
- en Angleterre :
  - fondation du club de Berwick Rangers Football Club basé à Berwick-upon-Tweed.
  - fondation du club de Leyton Orient Football Club basé à Londres.
  - fondation du club de Southport Football Club basé à Southport.
  - fondation du club de Swindon Town Football Club basé à Swindon.
  - fondation du club de Watford Football Club basé à Watford.
- le club de Preston North End Cricket and Rugby Club, fondé en 1863, abandonne la pratique du cricket et du rugby pour se concentrer sur le football, dont une section existe au club depuis 1879.
- en Écosse :
  - fondation du club de East Stirlingshire Football Club basé à Falkirk.

## Février
- 26 février : à Blackburn (Alexandra Meadows), le pays de Galles s'impose 0-1 face à l'Angleterre. 3 000 spectateurs.

## Mars
- 12 mars : à Londres (Kennington Oval), l'Écosse écrase l'Angleterre : 1-6. 8 500 spectateurs.
- 14 mars : à Wrexham (Racecourse Ground), l'Écosse s'impose 5-1 face au pays de Galles. 1 500 spectateurs.

## Avril
- 9 avril :
  - finale de la 10e FA Challenge Cup (63 inscrits). Old Carthusians 3, Old Etonians 0. 4 500 spectateurs au Kennington Oval.
  - à Glasgow (Kinning Park), finale de la 8e édition de la Coupe d'Écosse. Queen's Park s'impose face à Dumbarton, 3-1. 10 000 spectateurs.
  - Finale de la toute première Coupe d'Irlande. le Moyola Park Football Club remporte la compétition en battant le Cliftonville Football Club 1 à 0 devant 1 500 spectateurs.

## Mai
- 7 mai : première rencontre entre équipes féminines d'Angleterre et d'Écosse à Édimbourg le 7 mai, avec un score de 3-0[1].

## Octobre
- 1er octobre : création des Girondins de Bordeaux sans section football.

## Naissances
- 5 janvier : Paul Arnold Walty, footballeur suisse. († ? 1969).
- 10 janvier : Marius Royet, footballeur français. († 9 janvier 1915).
- 9 février : Jimmy Hay, footballeur puis entraîneur écossais. († 4 avril 1940).
- 17 mars : Raoul Daufresne de La Chevalerie, footballeur puis entraîneur et hockeyeur sur gazon belge. († 25 novembre 1967).
- 24 mars : Kristian Middelboe, footballeur danois. († 20 mai 1965).
- 20 avril : Henri Mouton, footballeur français. († 10 mars 1962).
- 30 avril : Tom Burridge, footballeur anglais. († 16 septembre 1965).
- 18 juin : Pierre-Joseph Destrebecq, footballeur belge. († 7 décembre 1945).
- 3 juillet : Horace Bailey, footballeur anglais. († 1er août 1960).
- 7 juillet : Karl Pekarna, footballeur puis entraîneur autrichien. († 23 janvier 1946).
- 21 juillet : Ludvig Drescher, footballeur danois. († 14 juillet 1917).
- 2 septembre : Albert Dubly, footballeur français. († 23 décembre 1949).
- 11 septembre : James Bellamy, footballeur puis entraîneur anglais. († 30 mars 1969).
- 23 septembre :
  - Ronald Brebner, footballeur anglais. († 14 novembre 1914).
  - Jack Reynolds, footballeur puis entraîneur anglais. († 8 novembre 1962).
- 3 octobre : Arthur Hiller, footballeur allemand. († 14 août 1941).
- 20 octobre : Alex Bennett, footballeur puis entraîneur écossais. († 9 janvier 1940).
- 16 novembre : Hugo Meisl, footballeur, entraîneur, arbitre puis dirigeant sportif allemand. († 17 février 1937).
- 28 novembre : Henri Beau, footballeur français. († 27 juin 1928).